# Вугленосна формація

Вузли та пояси вуглеутворення у середньому карбоні

Вугленосна формація (рос. угленосная формация, англ. coal-bearing formation, carboniferous formation, coal measures; нім. kohlenführende Formation f) — поліфаціальна, ритмічно побудована товща парагенетично пов'язаних між собою комплексів вугленосних порід, яка утворюється внаслідок взаємодії сприятливих для вуглеутворення геотектонічних і фаціальних чинників. У залежності від характеру та історії розвитку структур земної кори, в яких відбувалося утворення В.ф., площі безперервного їх поширення коливаються від дек. км² до десятків і сотень тис. км², потужності — від десятків м до дек. км. Розрізи потужних В.ф. поділяються на серії, світи, підсвіти, горизонти за віковим принципом. При відсутності чітких вікових критеріїв стратиграфічне розділення В.ф. проводиться з урахуванням відмінностей в літологіч. складі порід, продуктивності розрізу, ознак тимчасових перерв у осадонакопиченні і вуглеутворенні. Існують численні класифікації В.ф., які враховують причинність і взаємозв'язок чинників їх утворення, специфіку складу, будови, кількісних і якісних характеристик вугленосності.

## Інтернет-ресурси
- Prediction of hydrocarbon reservoirs within coal-bearing formations